# Yūsuke Inuzuka
Yūsuke Inuzuka (jap. 犬塚 友輔 Inuzuka Yūsuke; ur. 13 grudnia 1983) – japoński piłkarz występujący na pozycji obrońcy.

## Kariera klubowa
Od 2006 do 2012 roku występował w klubach Júbilo Iwata, Ventforet Kōfu i Sagan Tosu.